# هانو مانینن
هانو مانینن (انگلیسی: Hannu Manninen؛ زادهٔ ۱۷ آوریل ۱۹۷۸) اسکی‌باز صحرانوردی اهل فنلاند بود او اولین مدال خود را در المپیک زمستانی ۱۹۹۴ در لیلهامر در سن ۱۵ سالگی به دست آورد، سه سال بعد در سن ۱۸ سالگی با کسب نقره در مسابقات تیمی ۴ × ۵ کیلومتر در مسابقات جهانی اسکی FIS Nordic. در بازی‌های المپیک زمستانی ۲۰۰۲، او در ۲۳ سالگی در مسابقات تیمی ۴×۵ کیلومتر مدال طلا کسب کرد. او پنج مدال دیگر در مسابقات جهانی اسکی نوردیک دارد که سه مدال طلا کسب کرده‌است (تیمی ۴×۵ کیلومتر: ۱۹۹۹، ۲۰۰۷ و ۷٫۵). کیلومتر سرعت: ۲۰۰۷) و دو برنز (۴ × ۵ کیلومتر تیمی: ۲۰۰۱، ۲۰۰۳). او دو مدال تیمی المپیک دیگر نیز دارد (نقره: ۱۹۹۸، برنز: ۲۰۰۶).
او همچنین سه بار (۲۰۰۲، ۲۰۰۴، ۲۰۰۵) در فستیوال اسکی هولمنکولن در مسابقات ۷٫۵ کیلومتر سرعت ترکیبی نوردیک برنده شده‌است.
او به عنوان یک اسکی باز کراس کانتری، در مسابقات دوی سرعت انفرادی در المپیک زمستانی ۲۰۰۲ به مقام هشتم دست یافت.
مانینن اولین بازنشستگی خود را از مسابقات در ۲۹ می ۲۰۰۸ اعلام کرد تا بر خانواده و آینده شغلی خود به عنوان خلبان خطوط هوایی تمرکز کند. او در ۲۸ نوامبر ۲۰۰۹ در روکا (کوسامو) فنلاند به جام جهانی بازگشت و در آنجا به مقام دوم رسید. یک روز پس از آن که او اولین مسابقه خود را پس از بازگشت پیروز شد. اولین مسابقه در سال ۲۰۱۰ در اوبرهوف آلمان برگزار شد که مانینن برای چهل و هفتمین بار در دوران ورزشی خود پیروز شد. او دومین بازگشت خود را در ۷ ژانویه ۲۰۱۷ در لاهتی فنلاند انجام داد و در آنجا هجدهم شد.

## زندگی شخصی
خواهر کوچک‌تر او، پیرجو، یک اسکی‌باز کراس کانتری است که چندین مدال قهرمانی جهان، از جمله سه طلا در مسابقات جهانی اسکی FIS Nordic (دوی سرعت انفرادی: ۲۰۰۱، ۴ × ۵ کیلومتر: ۲۰۰۷، ۲۰۰۹) به دست آورده‌است. آنها اولین ترکیب خواهر و برادری هستند که تا به حال مدال‌های طلا را در مسابقات قهرمانی یکسان کسب کرده‌اند.
Manninen در سال ۲۰۱۱ از آکادمی هوانوردی فنلاند فارغ‌التحصیل شد و از سال 2016 Finnair کار می‌کند.